# Flaugergues (cráter)
Flaugergues es un cráter de impacto del planeta Marte situado al este de los cráteres Flat y Fastov y al oeste de Faqu a 16.8° sur y 19.2° este. El impacto causó un boquete de 245 kilómetros de diámetro. El nombre fue aprobado en 1973 por la Unión Astronómica Internacional en honor al astrónomo francés Honore Flaugergues (1755-1835).